# Шелоњ
Шелоњ (рус. Шелонь) река је на северозападу европског дела Руске Федерације. Протиче преко територија Псковске и Новгородске области и улива се у језеро Иљмењ у виду естуарског ушћа површине 10 km², у његов западни део. Део је басена реке Волхов и Балтичког мора.
Укупна дужина водотока је 248 km, површина сливног подручја 9.710 km², док је просечан проток на око 59 km узводно од ушћа 43,6 м³/с. Пловна је за мања пловила низводно од града Сољци.
Река Шелоњ започиње свој ток у мочварном подручју подно Судомског побрђа, на око 23 km југоисточно од варошице Дедовичи у источном делу Псковске области. Већ у горњем делу тока на реци се налази мање вештачко језеро које се на појединим местима шири до 450 метара, док се низводно од Дедовича налази мања брана на којој се налазе турбине хидроелектране. Низводно од електране ширина реке достиже до 30 метара, а река прелази у равније подручје где се њен ток смирује. У том делу тока обале су средње висине, док је просечна дубина воде у кориту између 1,5 и 2 метра.
Обале се знатно издижу у подручју око и низводно од града Порхова и обрасле су густим боровим шумама. Ширина реке нагло расте и већ код града Сољци достоже до 70 метара, односно код Шимска прелази 300 метара, што корито Шелоња чини пловним за мање бродове. На ушћу река се шири у виду естуара и до неколико километара.
Најважније притоке су Мшага, Ситња, Удоха, Уза, Судома, Иљзна са леве и Колошка, Леменка, Љута, Шчилинка, Полонка, Белка и Северка са десне стране. Највећа насеља на њеним обалама су Порхов, Сољци, Дедовичи и Шимск. У басену реке се налазе бројни минерални извори.
На левој обали реке код села Велебици се 14. јула 1471. одиграла велика битка између Московске кнежевине и Новгородске републике која је у историју ушла као Шелоњска битка. Новгородски пораз у тој бици уједно је значио и крај постојања Новгородске републике. У ханзеатским списима из XV века река Шелоњ се помиње као важан део трговачког Лушког пута којим су ишли трговачки путеви од обала Финског залива ка унутрашњости.